# Audi RS2
Audi RS2 je prvi audijev sportski karavan. Audi RS2 proizvodi se od 1994. – 1996., a proizveden je u 2891 primjeraka.
Proizveden je u međusobnoj suradnji Audi i Porsche, baziran na Audi 80 Avant modelu. Bio je to Audi-jev prvi "RS" automobil i njihov prvi karavan visokih performansi. U Audi RS2 je ugrađena najjača i najtemeljitije razvijana verzija 5-cilindarskog motora s turbo punjačem koje je performansama bio neusporediv s ostalim karavanima tog vremena.
Iako nikad nije izvezen izvan kontinentalne Europe, RS2 je izrastao u kult širom svijeta. Vrlo često se spominje kao vozilo koje je lansiralo Audi u svijet automobila vrhunskih performansi za svakodnevnu upotrebu. Karavnska izvedba karoserije i stalni pogon na sve kotače učinili su Audi udobno vozilo i po svim vremenskim uvjetima.
Audi RS2 pokreće 2,2 litreni motor s 5 cilindara odnosno 20V koji pri 6500rpm postiže snagu od 315 Ks

## Povijest
RS2 je bio produkt suradnje između Audi-a i Porsche-a, baziran na Audi 80 Avant (karavan) i pokretan modificiranom verzijom njihovog 2.2 litrenog, 20-ventilskog turbo 5-cilindarskog motora koji razvija 315 KS (232 kW) pri 6500 o/min. Iako je većina dijelova izrađena od strane Audi-a, automobil su sastavljali Porsche-ovi stručnjaci u tvornici u Zuffenhausenu u Njemačkoj, koju je Porsche preuzeo nakon prestanka proizvodnje Mercedesa 500E, kojeg je Porsche ugovorno proizvodio za Mercedes.